# Euphyia chaotica
Euphyia chaotica är en fjärilsart som beskrevs av Edward Meyrick 1884. Euphyia chaotica ingår i släktet Euphyia och familjen mätare. Inga underarter finns listade i Catalogue of Life.